# 纓擬冰杜父魚
纓擬冰杜父魚，為輻鰭魚綱鮋形目杜父魚亞目杜父魚科的其中一種。分布於東太平洋區，從加拿大卑詩省至美國加州聖地牙哥海域，屬底棲魚類，深度約水深50至265公尺，喜棲息砂泥底質海域，體長可達19公分。

## 扩展阅读
維基物種上的相關：纓擬冰杜父魚